# Giovanni Benelli
Pour les articles homonymes, voir Benelli.
Giovanni Benelli, né le 12 mai 1921 à Poggiole di Vernio en Italie et mort le 26 octobre 1982, est un cardinal italien, de l'Église catholique romaine, archevêque de Florence de 1977 à sa mort. Proche collaborateur du pape Paul VI et considéré comme « libéral », il est jugé « papable » par les médias lors des deux conclaves de 1978, tout comme le cardinal Giuseppe Siri.

## Biographie

### Jeunesse
Né à Poggiole di Vernio, en Toscane, Giovanni Benelli est le fils de Luigi Benelli et de son épouse Maria, née Simoni. Baptisé dès le lendemain de sa naissance, il est le plus jeune de leurs cinq enfants. Son oncle Guido est un franciscain respecté. Entré au séminaire de Pistoia en 1931, Giovanni Benelli continue sa formation à Rome, à l'Université pontificale grégorienne et à l'Académie pontificale ecclésiastique. Il reçoit la tonsure le 23 décembre 1939.

### Prêtre
Il est ordonné prêtre le 31 octobre 1943 par Giuseppe Debernardi. À 22 ans, il n'a pas atteint l'âge requis pour l'ordination sacerdotale et on lui accorde une dispense. Il termine ses études à la Grégorienne en 1947 et commence par exercer son ministère en paroisse, à Rome, jusqu'en 1950.
Ses capacités ayant été remarquées par l'Église, il devient très tôt attaché à la Curie romaine. Nommé secrétaire privé de Montini (futur Paul VI) dès le 1er août 1947, Giovanni Benelli se voit élevé à la dignité de Monsignor le 16 juillet 1950. Il travaille comme secrétaire de la nonciature apostolique auprès de l'Irlande (en) de 1950 à 1953 et de la France de 1953 à 1960. Il occupe ensuite différents postes : auditeur de la nonciature auprès du Brésil (en) de 1960 à 1962, conseiller de la nonciature auprès de l'Espagne de 1962 à 1965, observateur permanent du Saint-Siège à l'UNESCO, à Paris de 1965 à 1966.

### Évêque
En 1966 il est nommé archevêque titulaire (ou in partibus) de Tusuros (de) et pro-nonce apostolique au Sénégal en même temps que délégué apostolique pour l'Afrique de l'Ouest. Il reçoit la consécration épiscopale le 11 septembre de la même année, du cardinal Amleto Cicognani, avec Pietro Sigismondi (it) et Mario Longo Dorni (it) comme coconsécrateurs. 
Peu après, le 29 juin 1967, il entre à la Curie romaine, où il succède au cardinal Angelo Dell'Acqua en tant que substitut du cardinal secrétaire d'État. Ce dernier, le cardinal Cicognani, étant trop âgé pour s'acquitter de l'ensemble de ses tâches, celles-ci incombent à Giovanni Benelli, qui travaille dès lors en étroite collaboration avec son ancien supérieur, devenu entre-temps le pape Paul VI. Il conserve cette charge pendant dix ans.

### Cardinal
Le 3 juin 1977, il est nommé archevêque de Florence, et créé cardinal avec le titre de cardinal-prêtre de Santa Prisca par le pape Paul VI lors du consistoire du 27 juin suivant.
En 1978, après la mort de Paul VI puis de Jean-Paul Ier, Giovanni Benelli semble éligible au trône de saint Pierre, surtout en raison de ses liens avec Paul VI et de sa réputation de « libéral ». Selon le journaliste espagnol Luis Reyes, son grand désavantage venait des inimitiés qu'il s'était attirées au cours des neuf années passées à la Secrétairerie d'État ; certains cardinaux lui reprochaient de les avoir fait attendre jusqu'à six mois avant d'obtenir une audience du pape. Les mauvaises langues, selon le même journaliste, disaient qu'il avait tenté de changer son nom en Berelli pour profiter de la tradition selon laquelle à un pape sans « r » dans son nom en succédait un autre qui en portait un. On sait que, durant le premier des deux conclaves, il souhaita l'élection du cardinal Albino Luciani, qui fut effectivement élu,.
Le cardinal Benelli assure sa charge d'archevêque de Florence jusqu'à sa mort, due à une attaque cardiaque, à 61 ans. La messe de funérailles est célébrée par le cardinal Agostino Casaroli. Sa dépouille est ensevelie dans la cathédrale de Florence, Santa Maria del Fiore.

## Succession apostolique
Giovanni Benelli a ordonné les évêques suivants :
- Cardinal Robert Sarah (1979)
- Cardinal Silvano Piovanelli (1982)